# Jacob de Bree

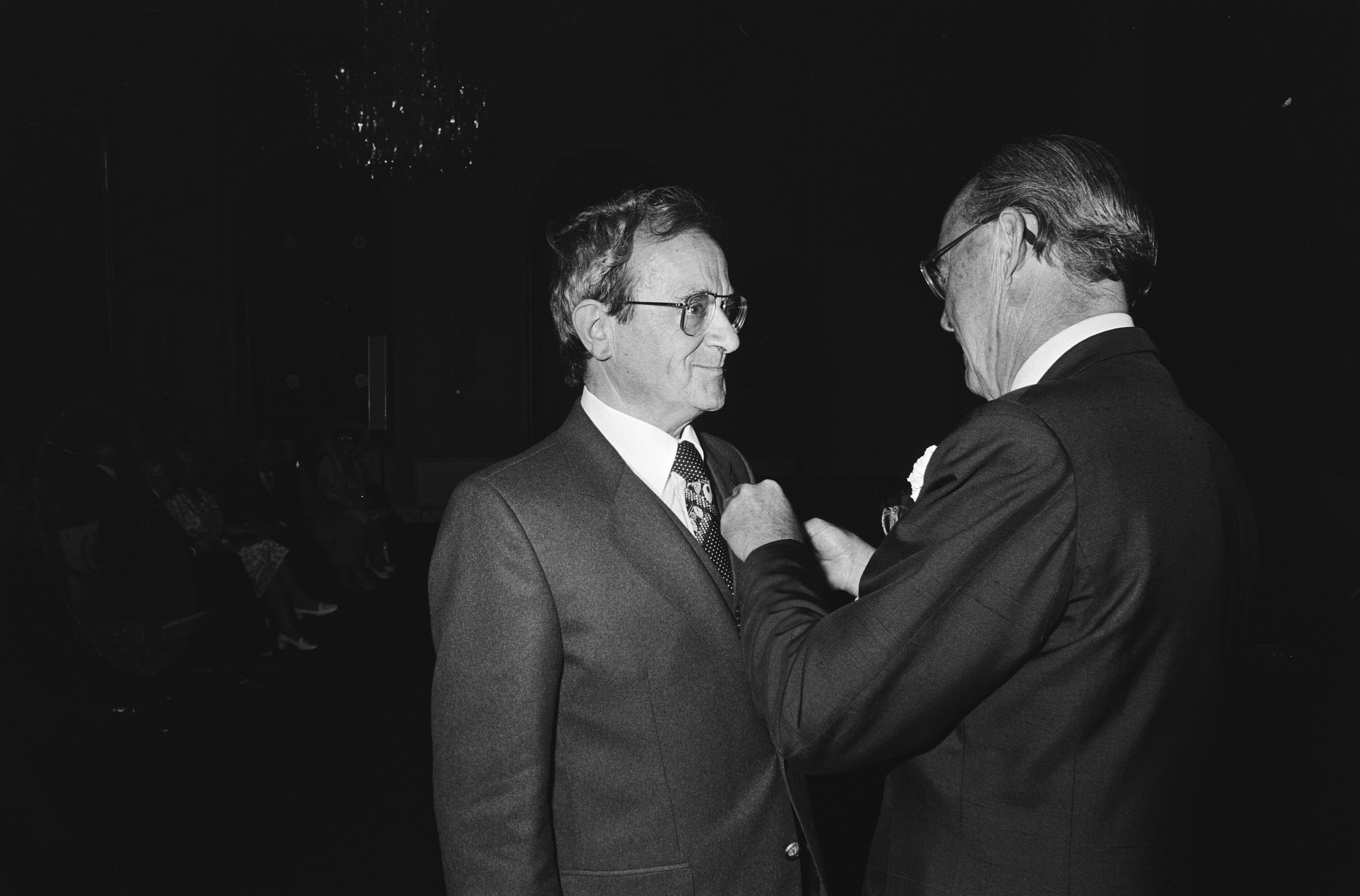
Jacob de Bree krijgt Zilveren Anjer opgespeld, 1980

Jacob de Bree (Arnemuiden, 23 april 1916 – Oostkapelle, 21 januari 1996) was een Nederlandse bankier en verzamelaar en kenner van Zeeuwse klederdrachten en Zeeuws zilver.

## Biografie
Hij werd geboren in Arnemuiden als zoon van David de Bree en Johanna Pouwer. In 1937 trad hij in dienst bij de Amsterdamsche Bank (later AMRO Bank) in Middelburg. Vanaf 1956 was hij onderdirecteur aldaar.
Naast zijn professionele carrière wijdde De Bree zich aan het behoud en de studie van Zeeuwse culturele tradities. Hij verzamelde klederdrachten en sieraden en organiseerde shows en tentoonstellingen van zowel antieke als hedendaagse Zeeuwse kostuums. Ook gaf hij lezingen en publiceerde hij artikelen en boeken over de historie en betekenis van Zeeuwse klederdrachten en zilver. In 1964 diende hij als kenner van Zeeuwse klederdrachten Tom Manders van advies tijdens diens filmopnamen in Veere.
Een groot deel van zijn collectie klederdracht verkocht hij aan het Nederlands Openluchtmuseum in Arnhem. Delen van zijn zilvercollectie gaf hij in bruikleen aan het Rijksmuseum Amsterdam.

## Publicaties (selectie)
- Bijdragen tot de kennis der klederdrachten in Zeeland en haar onderling verband van 1700 tot heden, Middelburg, Zeeuwsch Genootschap der Wetenschappen (1954)
- Kostuum en sieraad in Zeeland (1967)
- Zeeuws Zilver (1978)

## Onderscheiding
- Zilveren Anjer, 1980[6]

- Nederlandse Thesaurus van Auteursnamen: 070371555
- Virtual International Authority File: 284671244